# Schönenberg ZH
| ZH ist das Kürzel für den Kanton Zürich in der Schweiz. Es wird verwendet, um Verwechslungen mit anderen Einträgen des Namens Schönenberg zu vermeiden. |

Schönenberg ist eine Ortschaft und ein Ortsteil der politischen Gemeinde Wädenswil im Kanton Zürich. Schönenberg ZH bildete bis Ende 2018 eine eigenständige politische Gemeinde, welche beim Gemeindezusammenschluss am 1. Januar 2019 wie Hütten in die Stadt Wädenswil eingemeindet wurde.

## Geographie

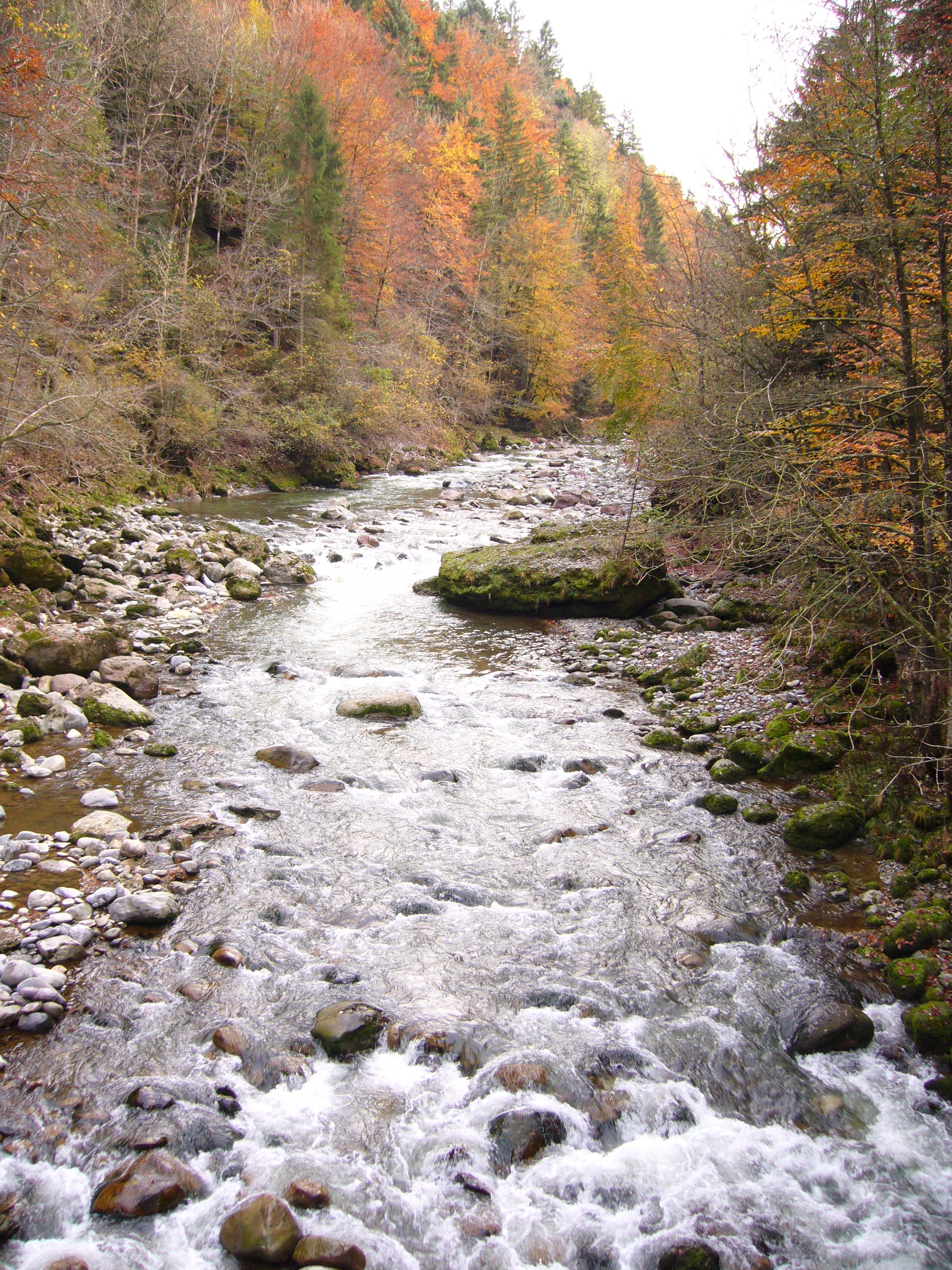
Sihl nach dem Sihlsprung in Schönenberg ZH

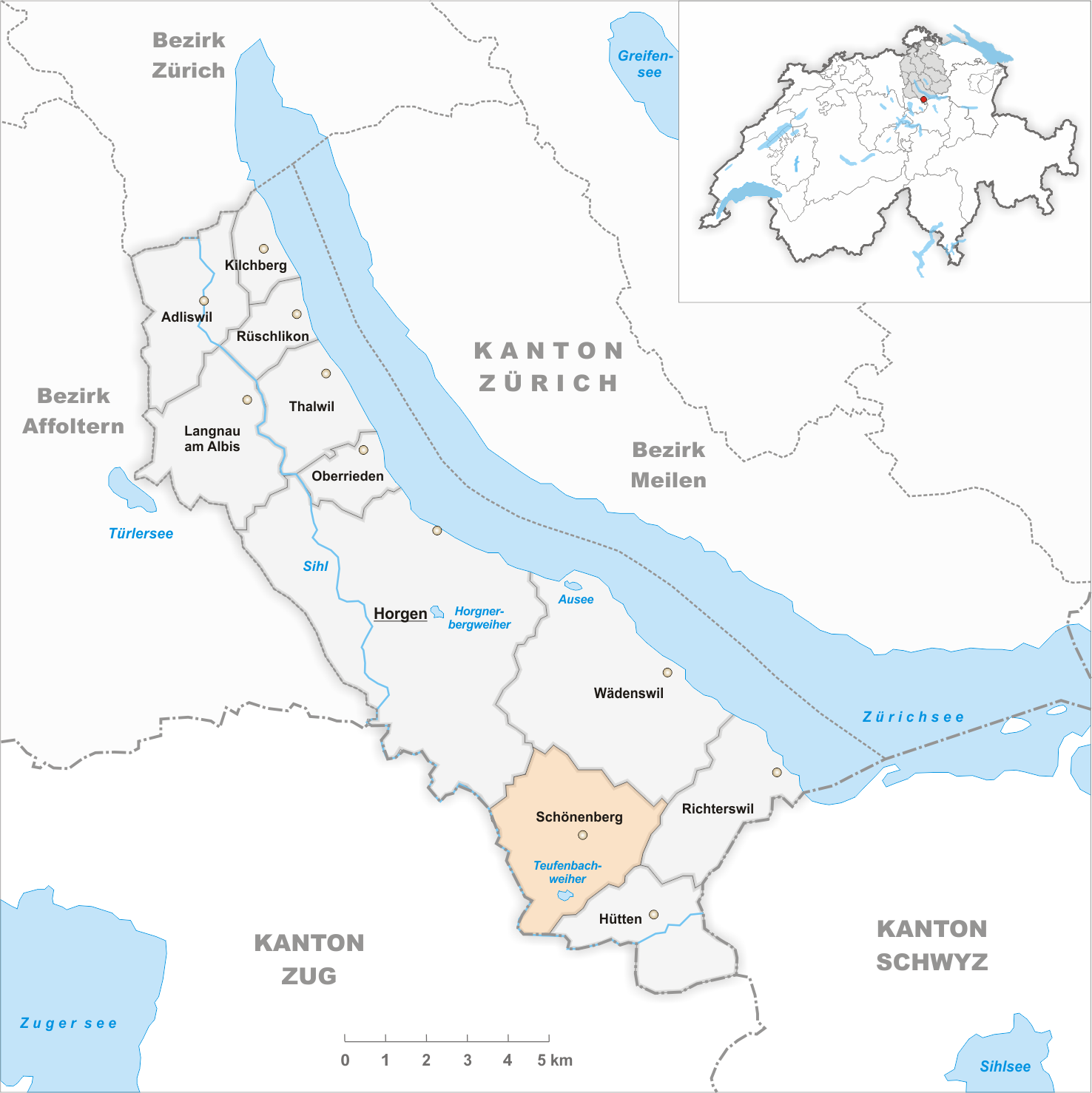
Gemeindestand vor der Fusion am 1. Januar 2019

Schönenberg liegt auf dem südlichen Zipfel der Zimmerbergkette, einer Seitenmoräne, welche der Linthgletscher bei seinem Vorstoss nach der letzten Eiszeit zurückgelassen hat. Das Gelände steigt vom See her zu einem terrassierten, von Drumlins geprägten, breiten Höhenrücken auf und fällt schroff gegen die Sihl ab. Entlang der Sihl und um den Teufenbachweiher im Süden Schönenbergs liegen Wälder. Auf den Gipfeln der Drumlins ist traditionell eine Linde gepflanzt. Schönenberg ist höhenbedingt zumeist oberhalb der Nebelgrenze des Mittellandes. Zusammen mit der grünen Landschaft und den Mooren von nationaler Bedeutung macht dieser Umstand Schönenberg zu einem Wandergebiet.

## Geschichte

Schönenberg, von Süd-Südwest, 25. August 1947

Das erste Zeugnis der Besiedlung des ehemaligen Gemeindegebietes stammt aus einer Urkunde, die auf das Jahr 1270 datiert ist. Erwähnt werden sechs dem Zisterzienserkloster Wettingen gehörende Höfe im heutigen Gebiet von Schönenberg, das damals zum Herrschaftsbereich der Freiherren von Wädenswil gehörte. 1287 verkaufte der letzte Freiherr Rudolf III. mangels Nachkommen die Herrschaft Wädenswil (heutige Gemeinden Wädenswil, Richterswil, Uetikon am See und einen Teil von Hirzel) an das Ritterhaus Bubikon. Nach der Reformation verkauften die Johanniter 1549 die Herrschaft Wädenswil (darunter das heutige Gebiet Schönenberg) mit allen Rechten an Zürich. 1701 baute die Regierung auf Geissferen (damaliger Name des jetzigen Dorfkerns) eine reformierte Kirche, ein Pfarrhaus und einen befestigten Kirchhof. Daraus entwickelte sich ab 1703 die eigene Kirchgemeinde Schönenberg.
Schönenberg machte sich durch den Auskauf aus dem Wädenswiler Armen- und Batzengut (1784) und aus dem Auskauf aus dem Wädenswiler Gemeindegut (1811/1813) finanziell selbständig. 1823/1824 wurde neben der Kirche ein Schulhaus gebaut, 1836 folgte die Sekundarschule. Schönenberg wurde mit einer Postkutschenverbindung nach Wädenswil (1871) und später mit dem Postauto (1922) erschlossen. Das Gemeindehaus wurde 1948 eingeweiht und seither die Infrastruktur der damaligen Gemeinde ausgebaut: 1950 wurde auf dem «Humbel» ein Schulhaus mit Turnhalle errichtet, 1953/1954 in der «Matte» eine Kläranlage gebaut, 1958 ein Altersheim in der «Stollenweid» eröffnet und 1977 eine weitere Kläranlage (im unteren «Mittelberg») in Betrieb genommen. In jüngster Geschichte wurde das damalige Gemeindehaus umgebaut (1996/1997), das Altersheim «Stollenweid» erweitert (1997–1999) und ein Schulpavillon eingerichtet (2001).
Am 21. Mai 2017 wurde wie in Hütten in einer Volksabstimmung der Gemeindezusammenschluss mit der Stadt Wädenswil per 1. Januar 2018 beschlossen. Aufgrund von weitergezogenen Einsprachen gegen den beschlossenen Zusammenschluss wurde dieser erst ein Jahr später vollzogen.
Das Bundesamt für Statistik (BFS) führte Schönenberg (ZH) bis zur Eingemeindung in die Stadt Wädenswil unter der BFS-Nummer 0140.

## Wappen
Blasonierung
In Rot über grünem Dreiberg eine ovale silberne Gürtelschnalle mit aufwärtsgerichtetem Dorn.
Die Schnalle zeigt die Abstammung von Wädenswil. Der Dreiberg verweist entweder auf den Ortsnamen oder auf die dort vorhandenen Drumlins.

## Bevölkerung
- Bevölkerungsdichte: 167,3 Einwohner/km2 (Stand 2017)
- Anzahl Haushalte: 762 (Stand: 2017)
- Konfessionszugehörigkeit: 45,0 % evangelisch-reformiert, 27,9 % römisch-katholisch, 27,1 % andere oder keine konfessionelle Zugehörigkeit (Stand: 2017)

Schönenberg besitzt einen eigenen Dorfverein, der sich um die Interessen der Bevölkerung von Schönenberg sorgt. Präsident ist Ueli Landis.

## Politik
Wahlergebnis bei den Nationalratswahlen 2015: SVP 46,5 %, FDP 16,3 %, SP 10,3 %, CVP 7,3 %, GLP 6,0 %, BDP 4,7 %, Grüne Schweiz 3,8 %, EVP 1,9 %, EDU 1,1 % und AL 0,6 %.
Gemeindepräsident war von 2012 bis zum Gemeindezusammenschluss Willi Schilling (FDP).

## Kirchen
In Schönenberg gibt es zwei Kirchen:
- Die reformierte Kirche wurde in den Jahren 1701–1703 im Dorfkern errichtet. Der Kirchturm wurde 1897 dazugebaut.
- Die römisch-katholische Kirche Heilige Familie steht an der Wädenswilerstrasse und wurde in den Jahren 1984–1985 errichtet. Ihr Vorgängerbau war eine 1922 am selben Ort errichtete Kapelle.

## Wirtschaft

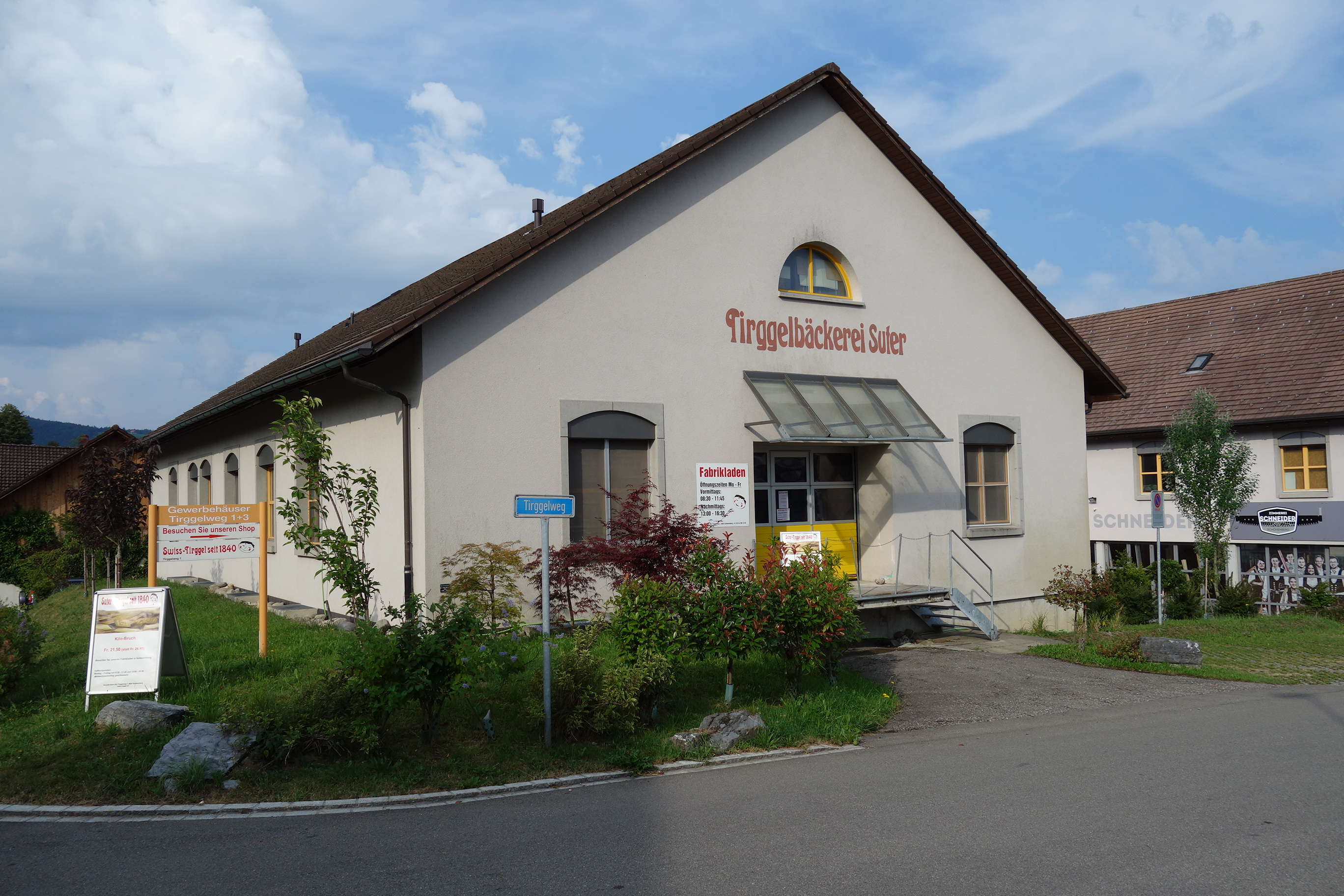
Tirggelbäckerei seit 1840

Historisches Luftbild von 1924, aufgenommen aus 1500 Metern Höhe von Walter Mittelholzer

Schönenberg ist landwirtschaftlich geprägt. Eine überregionale Bedeutung hat die Tirggelfabrik Suter.

## Verkehr
Die ZVV-Buslinie 160, welche PostAuto Schweiz im Auftrag der Sihltal-Zürich-Uetliberg-Bahn betreibt, verbindet Hütten werktags halbstündlich und am Wochenende stündlich mit Wädenswil. Die ebenfalls von PostAuto Schweiz betriebene ZVV-Buslinie 150 verbindet Schönenberg zudem stündlich mit Wädenswil und Horgen.
Von Schönenberg aus führen Nebenstrassen nach Wädenswil, Hütten, Menzingen und Hirzel. Hirzel verbindet Schönenberg mit der Hirzelpassstrasse Richtung Sihlbrugg. Schönenberg ist durch die Ausfahrten Wädenswil und Richterswil mit der Autobahn A3 Zürich–Chur erschlossen.

## Persönlichkeiten
- Johann Jakob Heusser (1783–1859), Arzt, Chirurg
- Johann Jakob Scherer (1825–1878), Bundesrat
- Heinrich Hafner (1838–1902), Bundesrichter
- Alfred Wolfer (1854–1931), Astronom